# Cocasträucher
Die Gattung der Cocasträucher (Erythroxylum) gehört zur Familie der Rotholzgewächse (Erythroxylaceae) und umfasst rund 230 bis 250 Arten. Es handelt sich vorwiegend um tropische und subtropische Sträucher oder kleine Bäume, die in Südamerika, Afrika, Asien und Australien vorkommen.

## Merkmale

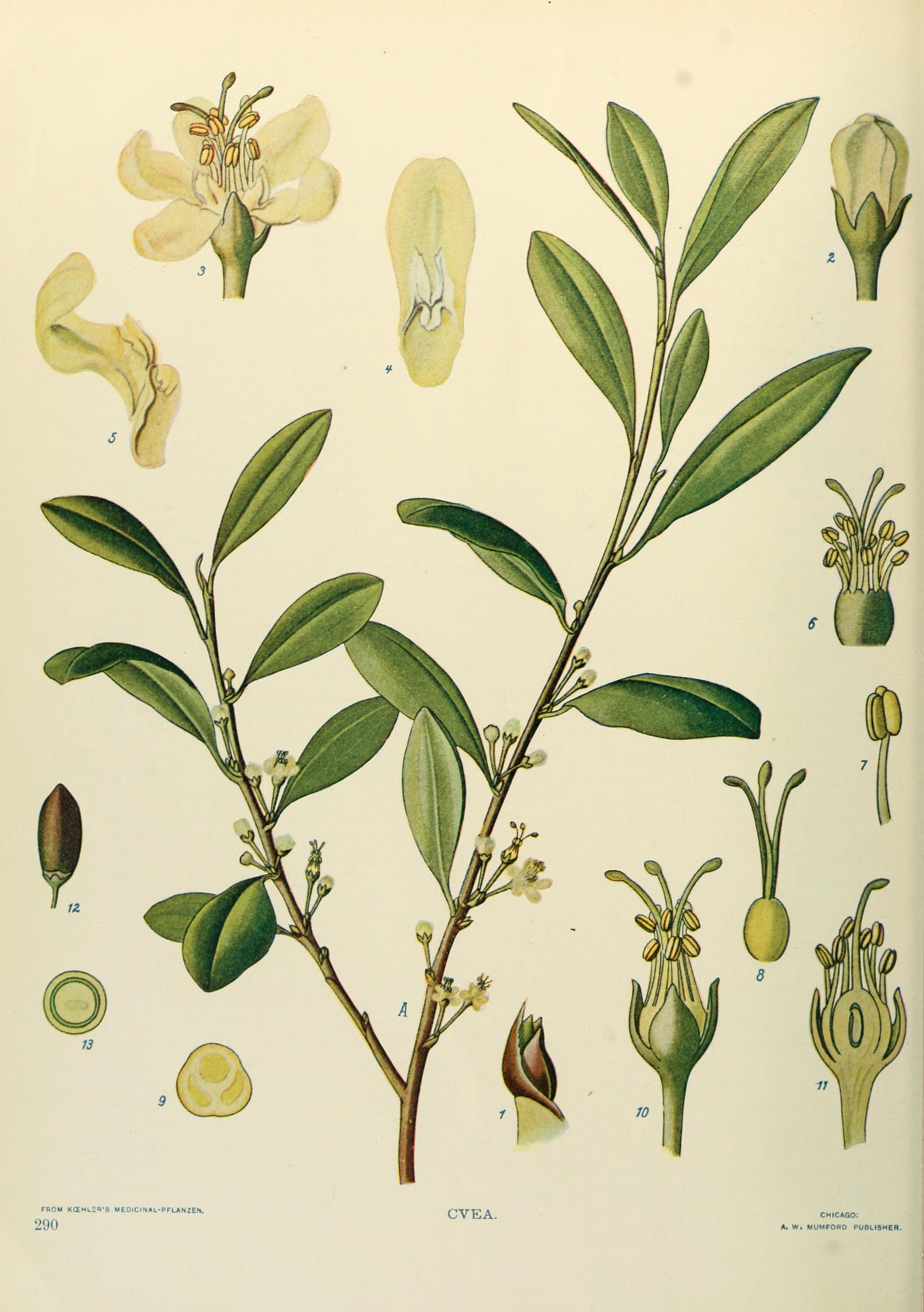
Abbildung von Erythroxylum coca aus Köhler’s Medizinal-Pflanzen, übernommen in Birds & nature magazine 6, 1899

Erythroxylum-Arten sind kahle und unbehaarte Sträucher oder Bäume, selten Halbsträucher. Die jungen Zweige sind oft auffallend abgeflacht, im Alter werden sie dann im Querschnitt rund. Sie führen einen bitteren Saft (aber kein Milchsaft), der rot oder gelb gefärbt sein kann. Die gestielten Laubblätter sind ungeteilt und ganzrandig, sie sind je nach Art von verschiedener Größe. Sie können immergrün sein oder saisonweise abgeworfen werden, manchmal mehrfach im selben Jahr. Die Blattstellung ist wechselständig. In der Knospenlage sind sie gerollt, oft bleiben auf der Blattunterseite Linien oder andere Spuren zurück. Die Blattnervatur ist gefiedert mit prominenter Mittelrippe, die Seitennerven bilden ein unregelmäßiges Netzwerk. Es sind fast immer prominente Nebenblätter in der Mitte (nicht an der Basis) des Blattstiels vorhanden, diese können bleibend sein oder im Alter abfallen. Die beiden Nebenblätter sind in der Regel zu einer einheitlichen Struktur verschmolzen. Vor allem an der Basis der Blütenstände kommen reduzierte Blätter vor, die vollständige Nebenblätter, aber eine reduzierte Blattspreite aufweisen.
Die Blüten stehen einzeln achselständig oder mit mehreren Blüten in einem Faszikel. An der Basis ihres Stiels sitzt ein Hochblatt, das in der Gestalt den Nebenblättern ähnelt. Der Blütenkelch ist verwachsen und fünfzipflig, meist mit dreieckigen Kelchzipfeln. Die fünf Kronblätter sind hingegen frei, sie sind weiß bis gelblichweiß gefärbt. Ihr unteres Drittel ist vom oberen Teil abgesetzt, hier sitzen oft markante zipfelige Anhängsel an, die eine Art Nebenkrone bilden und charakteristisch für die Gattung sind. Die zehn Staubbeutel sitzen in zwei Kreisen zu fünf, der äußere Kreis alternierend zu den Kronblättern und basal zu einer kurzen Röhre verwachsen. Die Gattung weist markante Heterostylie auf, je nach Blüte mit langen oder kurzen Staubfäden und Griffeln, das soll vermutlich die Fremdbestäubung fördern. Der Fruchtknoten ist zwei- oder dreifächerig, wobei aber immer nur ein Samen gebildet wird, er ist im Umriss eiförmig bis elliptisch, die Griffel an der Spitze kopfig oder selten zugespitzt. Die Frucht ist eine kleine, meist durch fleischiges Endosperm beerenartige Steinfrucht und rot gefärbt.

## Ökologie und Verbreitung
Die Gattung Erythroxylum ist pantropisch verbreitet, mit Arten in Süd- und Mittelamerika, in Afrika, Asien und Australien. Verbreitungszentren sind Venezuela, Ost- und Nordost-Brasilien mit den Guyanas in Südamerika und die Insel Madagaskar vor Afrika. Es ist die einzige Gattung der Familie Erythroxylaceae, die auch außerhalb Afrikas vorkommt. Erythroxylum-Arten sind weit verbreitet, kommen aber nur selten in hoher Dichte vor. Die Gattung ist ökologisch variabel, mit Arten im Unterstand tropischer Regenwälder, solchen mit Verbreitung in Savannen bis hin zu ariden Dornstrauchsavannen (in Brasilien Caatinga genannt) mit kleinen, sklerophyllen Blättern und Arten mit großem, dünnem Laub in tropischen Gebirgswäldern.
Die Blüten sind nektarführend und duftend, sie werden von Insekten bestäubt. Bei den wenigen bisher untersuchten Arten wurden Bienen, Wespen und Schmetterlinge an Blüten beobachtet, wobei wohl die Hymenopteren Hauptbestäuber sind. Die Anhänge der Blütenkronblätter könnten ungeeignete Bestäuber fernhalten. Die Heterostylie, mit zwei Klassen von Staubfäden und Griffeln unterschiedlicher Länge, soll wohl Selbstbestäubung verhindern. Allerdings wurde bei Erythroxylum havanense beobachtet, dass dieselben Bestäuber beide Blütenmorphen anscheinend unterschiedslos aufsuchen. Diese unterscheiden sich aber in Pollenproduktion bzw. Fruchtansatz, so dass sie funktional zweihäusig sein könnten. Nur bei sehr wenigen Arten ist die Zweihäusigkeit auch morphologisch erkennbar. Die roten Steinfrüchte werden wohl von Vögeln verbreitet. Nach einem südafrikanischen Feldführer sind die Früchte einiger dort vorkommender Arten auch für den Menschen essbar, aber nicht besonders schmackhaft.

## Arten
Die Gattung umfasst mehr als 200 Arten, mit Verbreitungsschwerpunkt in Südamerika. Im Jahr 2004 wurden von damals 230 bekannten Arten 187 aus der Neotropis angegeben. Seither wurde eine Reihe neuer Arten beschrieben. Der US-amerikanische Botaniker Dawson M. White kam in einer Dissertation 2019 auf ca. 270 Arten.

### Kulturpflanzen und Nutzung
Es gibt innerhalb der Gattung zwei kultivierte Arten:
- Cocastrauch (Erythroxylum coca) – diese Art ist vor allem aus Südamerika bekannt und wird traditionell zur Herstellung von Kokain verwendet. Die indigenen Völker kauen die Blätter seit Jahrhunderten zur Steigerung von Ausdauer und zur Unterdrückung von Hunger und Durst. Es sind verwilderte Vorkommen bekannt, aber keine echten Wildvorkommen der Art. Ihr Ursprung wird in den Bergwäldern der nördlichen Anden, in etwa 500 bis 1500 Metern Meereshöhe, vermutet.[8]
- Erythroxylum novogranatense – ebenfalls eine Quelle von Kokain, aber widerstandsfähiger gegen Trockenheit. Sie wird in Regionen wie Kolumbien, Venezuela und teils in Küstengebieten kultiviert. Eine Varietät Eryrthoxylum novogranatense var. truxillense oder Trujillo coca wird in den trockenen Küstenregionen Perus, unter fast wüstenhaften Bedingungen, kultiviert. Auch von dieser Art sind keine echten Wildvorkommen dokumentiert.

Nach neueren Untersuchungen liegt das Fehlen echter Wildvorkommen beider Arten wohl daran, dass sie beide bei unabhängigen Domestikationsvorgängen aus derselben Wildart, Erythroxylum gracilipes hervorgegangen sind. Demnach würde die Wildart E.gracilipes bei Anerkennung der Kulturarten paraphyletisch.
Die beiden Arten sind die einzigen, die zur Produktion von Kokain verwendet werden. Bei einer Untersuchung von 51 südamerikanischen Erythroxylum-Arten wurde in 23 von diesen Kokain festgestellt, aber teilweise in extrem geringen Konzentrationen. Auch die höchste gemessene Konzentration, in der Strauchart Erythroxylum laetevirens lag weit unter derjenigen der angebauten Arten und Sorten. Die Synthese scheint also innerhalb der Gattung weit verbreitet, auch bei Arten der Alten Welt.
Die Rinde einer Reihe brasilianischer Arten, darunter Erythroxylum citrifolia und Eyrythroxyum vacciniifolium, wird unter dem Tupi-Namen Catuaba für Tees oder alkoholische Tinkturen verwendet. Sie gilt als natürliches Aphrodisiakum und ist Bestandteil vieler traditioneller Heilmittel. In der Rinde wurden als Catuabine bezeichnete Alkaloide gefunden.
Eine Reihe weiterer Arten werden intensiv auf pharmakologische Anwendungsmöglichkeiten getestet. Dazu gehören Erythroxylum ovalifolium, zum Beispiel gegen Schlangengift, Erythroxylum pervillei mit möglicher Bedeutung in der Therapien von Krebserkrankungen, Erythroxylum macrocarpum mit antibiotischer Wirkung, Erythroxylum suberosum, eine traditionelle brasilianische Heilpflanze, unter anderem gegen Durchfallerkrankungen, Erythroxylum laurifolium mit antidiabetischer Wirkung.
Das Holz von Bäumen der Gattung ist hart und dauerhaft, es wird lokal genutzt. Die rote Farbe des Holzes war Anlass der Namensgebung für die Gattung (von griechisch erythrós ‚rot‘ und xylos ‚Holz‘).

## Taxonomie und Systematik
Die Gattung Erythroxylum wurde erstbeschrieben 1756 durch den irischen Botaniker Patrick Browne in seinem Werk The civil and natural history of Jamaica. 1759 wurde die Gattung mit der abweichenden Schreibweise Erythroxylon von Carl von Linné, auf der Basis von Brownes Werk, in die zehnte Auflage seines Werks Systema Naturae aufgenommen. Da einige Botaniker, durch Besonderheiten im Werk von Browne (er vergab zum Beispiel keinen binomialen Artnamen), dessen Namen als nicht gültig publiziert ansahen und stattdessen Linnés Namen bevorzugten, entstand eine lange Kontroverse, bis sich schließlich der ältere Name durchsetzte. Typusart der Gattung ist Erythroxylum areolatum L., eine in Mittelamerika und der Karibik verbreitete Art.
Eine erste umfassende Bearbeitung der Gattung unternahm der deutsche Botaniker Otto Eugen Schulz 1907, in der von Otto Engler herausgegebenen Reihe Das Pflanzenreich. Schulz teilte die Gattung in etliche Triben. Das System von Schulz ist später als künstlich erkannt worden und heute außer Gebrauch. 
In modernen, phylogenomischen Untersuchungen wurde die Monophylie der Familie Erythroxylaceae bestätigt. Erythroxylum ist demnach Schwestergruppe einer Klade aus den drei Gattungen Nectaropetalum Engl., Pinacopodium Exell & Mendonça und Aneulophus Benth.